# 池袋車掌区
池袋車掌区（いけぶくろしゃしょうく）は、東京都豊島区にあった東日本旅客鉄道（JR東日本）東京支社の車掌が所属する組織である。

## 沿革
- 1927年（昭和2年）5月1日 - 品川車掌監督池袋駐在として設置。担当は内回り電車
- 1929年（昭和4年）5月11日 - 品川車掌所池袋支所となる。
- 1936年（昭和11年）9月1日 - 品川車掌区池袋支区となる。
- 1948年（昭和23年）9月25日 - 池袋車掌区に昇格
- 2008年（平成20年）
  - 12月13日 - 廃止。
  - 12月14日 - 新たに設立された池袋運輸区に業務が移管される。